# 摩西·乌里茨基
摩西·乌里茨基（俄语：Моисей Соломонович Урицкий，1873年1月2日—1918年8月30日），俄罗斯布尔什维克革命领导人，犹太人，十月革命后担任彼得格勒契卡领导人，苏联情报机构格鲁乌领导人谢苗·乌里茨基的叔叔。1918年8月30日［儒略曆8月17日］，乌里茨基在彼得格勒契卡总部外被莱昂尼德·卡内尼瑟刺杀身亡。身亡当天，列宁遇刺。为此，布尔什维克发动了红色恐怖。1918年至1944年，乌里茨基遇刺地点原冬宫广场被命名为“乌里茨基广场”。奥廖尔州乌里茨基区也以他的名字命名。